# Ceratozamia kuesteriana
{{#ifeq:0|0|{{#if:|{{#if:Ceratozamiakuesteriana|[[]}}|}}}}
Ceratozamia kuesteriana — вид голонасінних рослин класу саговникоподібні (Cycadopsida).

## Опис
Стовбур довжиною 10–20 см, 9–13 см діаметром. Листків 6–20 в кроні. Нові паростки бронзові, червоні або шоколадно-коричневі. Листки темно-зелені, напівглянсові, 80–150 см завдовжки, плоскі, з 60–100 сегментами; черешок довжиною 20–30 см. Пилкові шишки коричневий, від вузько-яйцевидо-циліндричних до веретеновидо-циліндричні, довжиною 9–15 см, 2,5–3 см діаметром; плодоніжка 9–13 см завдовжки. Насіннєві шишки зелені, яйцевидо-циліндричні, довжиною 13.5–19.5 см, 6.5–8 см діаметром; плодоніжка 12.5–15 см завдовжки. Насіння яйцеподібне, 16–21 мм завдовжки, 12–16 мм завширшки; саркотеста біла, старіючи стає коричневою.

## Поширення, екологія
Країни поширення: Мексика (Тамауліпас). Рослини зустрічаються в сосново-дубових хмарних лісах на крутих схилах в глибокому ґрунті, змішаному з вапняковими скелями.

## Загрози та охорона
Цей вид потерпає від руйнування місця існування в результаті очищення земель для сільського господарства. Крім того, популяції різко скоротилася в результаті тривалого збору. Рослини зустрічаються в El Cielo Biosphere Reserve.